# Аспарух
Аспару́х (Ісперіх; близько 644 — 701) — каган оногурів, протоболгарський хан, третій син Кубрата, володаря групи племен, що мешкали на землях сучасної України. Згадується в «Іменнику булгарських правителів».
Під натиском хозарів відступив із земель Великої Булгарії між Дніпром та Дунаєм за Дунай.
Після перемоги над візантійськими військами імператора Костянтина IV Погоната (680) заснував на землях, заселених слов'янами, першу болгарську державу (Перше Болгарське царство, 681–1018), визнану тоді ж Візантією. За велінням хана Аспаруха збудовано столицю нової болгарської держави — місто Плиска.
З іменем хана Аспаруха останнім часом деякі дослідники пов'язують т. зв. «Кічкаський скарб», (відоміший як «Вознесенський скарб») знайдений 1930 року в околицях м. Запоріжжя під час археологічних досліджень. Інші вважають, що цей комплекс — поминальний храм на честь одного з каганів Хазарії. Інша версія — місце загибелі князя Святослава, пам'ятник якому уже поставлено на Вознесенці.,

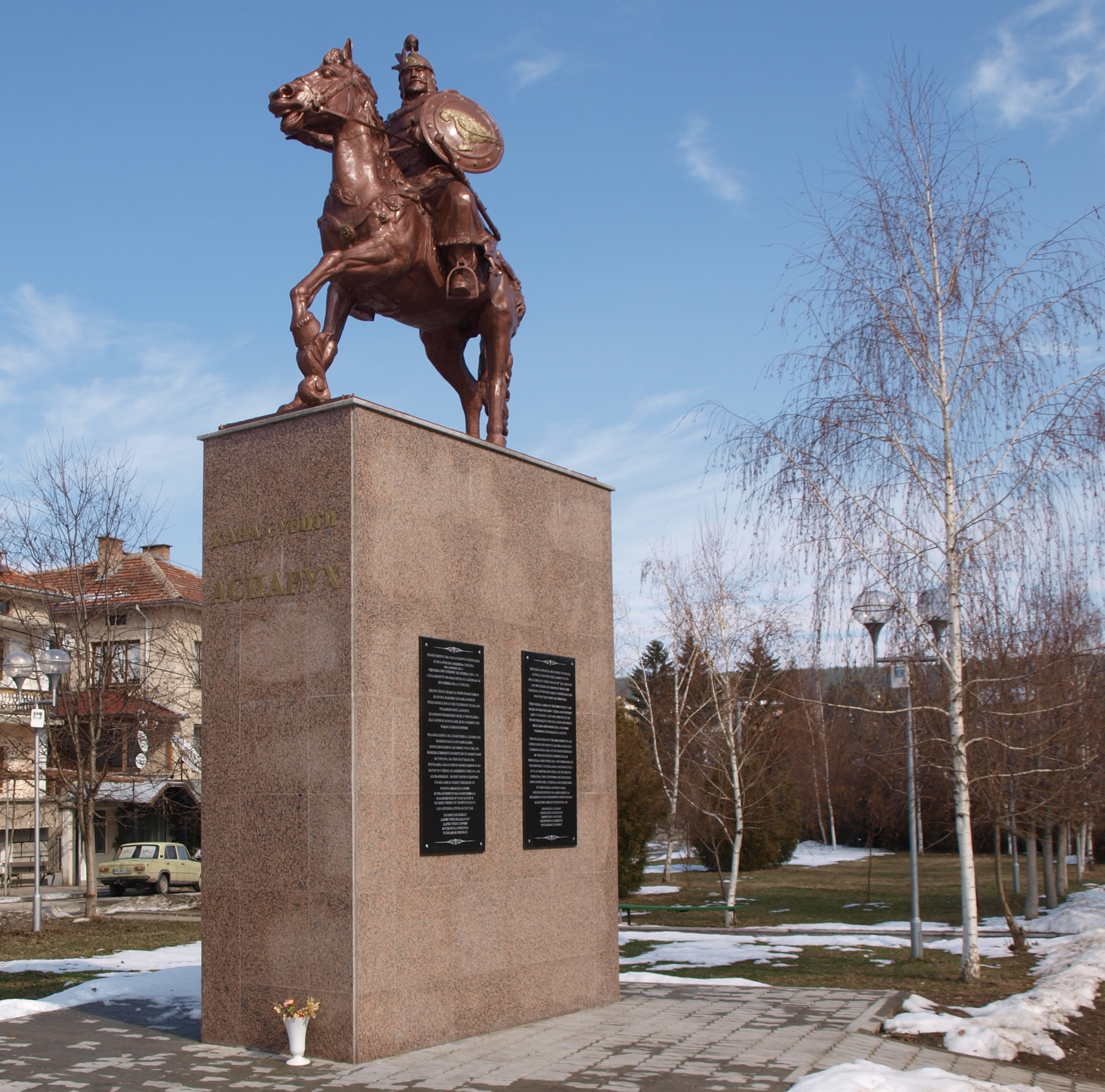
пам'ятник князю Аспаруху в м.Стрелча

Болгарська держава при князі Аспарусі та царі Тервелі

## Сучасні оцінки
Аспарух зайняв третє місце в голосуванні «Великите българи» на БНТ. На його честь названо багато вулиць у болгарських містах та місто Ісперих.

## Фільми
- «Заповіт Кубрата [Архівовано 19 жовтня 2013 у Wayback Machine.]» «Завет Кубрата [Архівовано 19 жовтня 2013 у Wayback Machine.]», документальний фільм, Україна.
- «Болгары», докум. фільм, реж. та сценарист П. Петков, опер. Кр. Михайлов. Виробництво bTV. 2006 рік, Болгарія.
- «Хан Аспарух», кінофільм, 1981 р., реж. Людмил Стайков, по роману Євгенія Константинова «Дрезговини», Софія, Болгарія.